# Puerto Escondido
Puerto Escondido è una località balneare messicana, nello stato di Oaxaca: è sull'oceano Pacifico, tra le città di Santa María Huatulco e Acapulco.

## Storia
Fondata nel 1928 come centro per il commercio del caffè, nel 2010 la sua popolazione ammontava a 25 902 abitanti.
È presente una numerosa comunità italiana, essendo aumentata la fama di questo luogo dopo la pubblicazione (1990) dell'omonimo libro di Pino Cacucci e l'uscita (1992) del film Puerto Escondido di Gabriele Salvatores.

## Geografia fisica
La costa di Puerto Escondido è molto frastagliata e presenta piccole baie e insenature, oltre alla lunga e famosissima Playa Zicatela, nota in tutto il mondo per gli annuali campionati di surf.